# Орнитохория

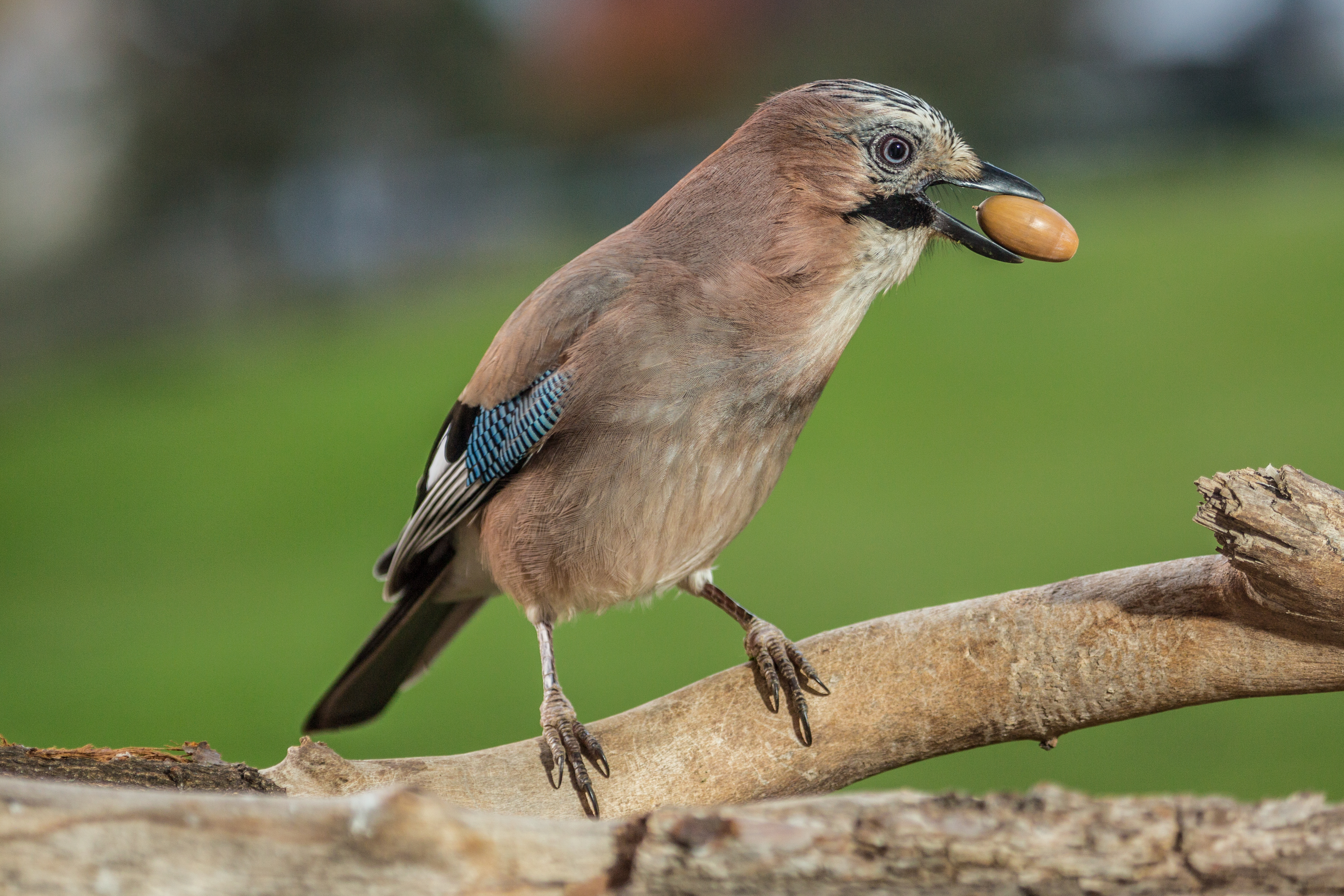
Сойка с жёлудем в клюве

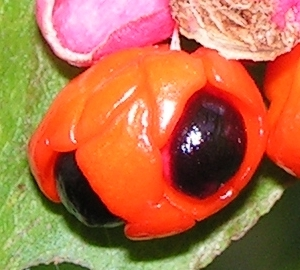
Орнитохория характерна в т.ч. для бересклета бородавчатого

Орнитохория (от греч. órnithos — птица и chōréō — иду, распространяюсь) — распространение семян и плодов растений птицами. Является наиболее частой формой зоохории. 
Птицы разносят плоды и семена в клювах, лапках, или защёчных мешках, делая запасы. У некоторых птиц (овсянки, малиновки, дрозды и др.) семена, пройдя через пищеварительный тракт, не теряют своей всхожести. Орнитохория также осуществляется в результате случайного переноса птицами семян и плодов, приставших к их лапкам, перьям и клюву. В большинстве случаев орнитохория является связанной со специальными морфологическими, анатомическими, физиологическими и биохимическими приспособлениями плодов, семян или растения в целом. Однако нередко птицы пассивно переносят прилипшие с грязью семена, не обладающие какими-либо приспособлениями к зоохории.
Птицами распространяются сочные плоды (костянка, ягода). Обычно они характеризуются яркой окраской, издали привлекающей к ним птиц, которые склёвывают их. Но организмом птиц усваивается только сочная мякоть плодов, а твёрдые косточки с семенем внутри выводятся вместе с непереваренными остатками пищи вдали от материнского растения.
К орнитохории относится расселение дуба сойками и сибирской кедровой сосны кедровками. Делая на зиму запасы желудей и кедровых орешков в виде «кладовых», эти птицы нередко прячут их среди опавших листьев, в пнях, дуплах и т. п. Впоследствии птицы забывают о местонахождении части своих «кладовых», и в подходящих местах семена могут прорасти.
Примером орнитохории также служит перенос семян растений чайками на островах Белого моря при постройке ими гнёзд. Хотя настоящие гнезда чайки строят в начале лета, когда семена ещё не созрели, у них есть особая форма поведения — постройка «ложных» гнёзд в конце летнего сезона. Эти гнезда не используются для откладывания и насиживания яиц. При постройке этих гнёзд вместе со строительным материалом чайки заносят на острова семена разных растений.